# Goldsborough Hall
Goldsborough Hall est une demeure seigneuriale jacobine située dans le village de Goldsborough, Yorkshire du Nord, Angleterre. Elle fait partie de l'Association des maisons historiques. La maison elle-même est un bâtiment classé Grade II*. Le manoir est construit pour Sir Richard Hutton (juge) (en) (1560-1639) après avoir acquis le domaine de Goldsborough en 1598, et au XXe siècle il est la première maison familiale de la princesse Mary, comtesse de Harewood.
Le bâtiment d'origine existe toujours et est occupé comme une maison familiale privée. Le manoir et les jardins sont ouverts toute l'année aux visiteurs.

## Histoire

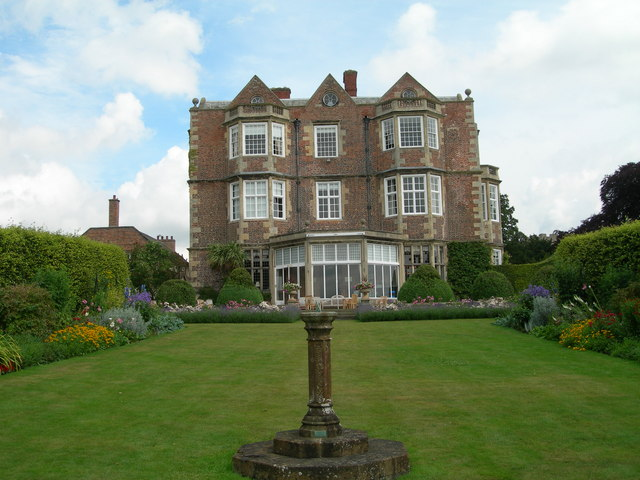

La maison est construite de 1598 à 1625 pour Sir Richard Hutton, un éminent avocat de Londres, qui devient High Sheriff of Yorkshire en 1623. À sa mort, en 1639, le manoir passe à son fils, également appelé Sir Richard Hutton. Sir Richard Hutton, le jeune a été fait chevalier par Charles Ier en 1625 et devient l'un des deux députés de Knaresborough. Il est haut shérif du Yorkshire et gouverneur du château de Knaresborough lorsque la guerre civile anglaise éclate. Pendant la guerre civile, la maison est occupée de force par l'armée d'Oliver Cromwell en 1644 alors qu'elle assiège le château de Knaresborough. Sir Richard Hutton, le jeune combat à la bataille de Marston Moor en 1644 et est tué à Sherburn-in-Elmet en 1645.
Le manoir passe à la famille Wharton lorsque la fille de Sir Richard, Elizabeth, épouse l'honorable Philip Wharton. Sa sœur épouse le colonel Anthony Byerley de Middridge Grange. Leur fils Robert Byerley épouse Elizabeth et la fille de Philip, Mary Wharton en 1695. Robert Byerley est député du comté de Durham et représente Knaresborough neuf fois entre 1697 et 1710. Il est soldat et combat à la bataille de Buda en 1686 et à la bataille de la Boyne en 1690. L'histoire raconte que Robert Byerley capture un beau cheval brun à la bataille de Buda, le Byerley Turk, qui est le plus ancien père fondateur de tous les chevaux pur-sang. Le Byerley Turk est enterré au manoir en 1706.
Comme les cinq enfants de Robert et Mary Byerley sont tous morts sans descendance, le manoir est vendu à Daniel Lascelles vers 1756  et devient une partie du domaine Harewood de 24 000 acres lors de la construction de Harewood House dans les années 1750 . La maison est remodelée par John Carr (architecte) (en) et Robert Adam. Le manoir reste au sein de la famille Lascelles pendant 200 ans, étant utilisée comme Dower House, la maison des héritiers, un pavillon de chasse, ou même louée lorsqu'elle n'est pas nécessaire pour le vicomte. À la fin du XIXe siècle, le manoir est loué à Sir Andrew Fairbairn, un député libéral, alors qu'il construit sa maison de campagne à Askham Grange et le domaine à Askham Richards.
Le manoir devient la première maison familiale de Mary, princesse royale et comtesse de Harewood et du vicomte Lascelles, Henry Lascelles (6e comte de Harewood) après leur mariage en 1922. Leur fils, George Henry Hubert Lascelles, 7e comte de Harewood est baptisé à l'église adjacente de Goldsborough le 25 mars 1923, le service étant suivi par le roi George V et la reine Mary et présidé par Cosmo Lang, l'archevêque d'York. Le roi et la reine rendent visite à leur fille et à leurs petits-enfants George et Gerald Lascelles et séjournent à Goldsborough Hall à plusieurs reprises au cours des années 1920.
Pendant la Seconde Guerre mondiale, l'école Oatlands, Harrogate (maintenant le site de l'école St Aidan) est installée au manoir. Les propriétaires de l'école, la famille Boyer, achète Goldsborough Hall au domaine Harewood en 1951. Le reste du village est vendu aux enchères en 1952, mettant fin à 1000 ans du village immobilier.
En 1966, l'école ferme et la famille Hanson achète le manoir et son terrain, le transformant en maison privée. En raison de problèmes de santé, les Hanson vendent le manoir en 1977 à un promoteur basé à Leeds, West and Sons, qui développe le domaine et, à son tour, le vend à Mme Elsie Sharpe-Day, qui convertit le bâtiment en un hôtel de campagne de luxe qui n'a jamais ouvert.
En 1979, le manoir est acquis par Russell Stansfield Smith, qui vit dans la maison comme sa maison familiale avant de la convertir en une maison de retraite pour 60 résidents et 40 chambres qui ouvre ses portes en 1983. Le manoir est le fleuron d'un groupe de maisons de soins infirmiers appelé Goldsborough Estates. En 1997, BUPA acquiert Goldsborough Estates et cherche des moyens d'amener le manoir à répondre aux normes modernes de la pratique infirmière. En raison de la nature historique du bâtiment, il est considéré comme peu pratique et ferme ses portes en tant que maison de retraite en mai 2003 et est ensuite mis en vente.
En 2005, il est acquis par la famille Oglesby qui le reconvertit une fois de plus en une maison familiale privée.

## Goldsborough Hall aujourd'hui
Après avoir été une maison de retraite pendant plus de 20 ans, puis vide pendant encore deux ans, le manoir a été rénové. Les propriétaires actuels rénovent les salles d'apparat principales et les suites des chambres du deuxième étage, afin d'accueillir des mariages privés, des réceptions et des événements d'entreprise ainsi qu'un hébergement de luxe cinq étoiles. Les jardins, négligés pendant des années, sont replantés dans un style Gertrude Jekyll comme à l'époque de la princesse Mary. Les jardins sont ouverts au public deux jours par an (mars et juillet) dans le cadre du National Gardens Scheme et deux Snowdrop Days en février.